# 스프링노트
스프링노트(springnote)는 엔씨소프트 오픈마루 스튜디오에서 위키를 기반으로 루비 온 레일스로 구현한 노트 서비스이다. 엔씨소프트 오픈마루 스튜디오가 제공하는 한 위키 호스팅 웹 서비스(위키 팜(wiki farm))를 지칭한다. 영어, 한국어, 일본어로 서비스하고 있고 UI Interface는 한글과 영문으로 되어있다. 2008년 12월에는 아이팟 터치와 아이폰에서 사용 가능한 스프링노트 App를 애플 App Store에 등록하였다.
오픈마루 스튜디오는 각 개인이 생각하는 것이나 기억해 두고 싶은 개인적인 정보를 적어 보관해 두는 성격의 위키,즉 개인 지향 위키를 염두에 두고 서비스를 시작하였으나, 현재는 그룹노트와 개인노트라는 노트를 구분하여 사용자가 원하는 목적에 부합하는 협업과 개인의 저장공간이 공존하도록 서비스가 진화되었다.

페이지 간 링크 걸기, 다른 사용자와 함께 작성하기(협업), 양방향 링크, 최근 변경된 글 보기, 히스토리 관리 등 위키의 여러 핵심 기능을 제공하며, 저장 버튼을 누르지 않아도 되는 자동 저장 방식을 사용하고 있다. 인증 시스템으로는 OpenID와 자체적 ID를 사용하고 있다.
또한, 스프링노트 회원은 서비스 회원으로서 약관에 동의한 후 소정의 등록 절차를 거친 후 API 서비스를 이용할 수 있다.
2012년 9월 NC소프트는 스프링노트의 서비스제공을 중단하기로 했다.

## Xquared
스프링노트는 Xquared라는 WYSIWYG HTML 편집기를 사용한다. 오픈마루 스튜디오는 이 편집기를 LGPL 하에 오픈 소스로 공개하였다. Xquared는 형식적/의미적으로 올바른 XHTML 문서를 만들어주며, 단축키, 자동 완성, 자동 변환, 콘텍스트 메뉴, 템플릿 처리기 등 다양한 확장점을 통해 쉽게 확장될 수 있다. 현재 인터넷 익스플로러, 파이어폭스, 사파리 3 브라우저에서 작동한다.